# Ardéchois
Ardéchois, também conhecido como ardéchois à la crème de marrons, é um bolo aromatizado com rum originário de Ardéche, na França.

## Características
O ardéchois é um bolo feito com farinha de trigo, fermento, manteiga, rum e crème de marrons. Os ingredientes são misturados e levados ao forno, resultando em um bolo macio, que é servido com açúcar de confeiteiro polvilhado em cima.